# Klenkerhof
Klenkerhof ist ein Ortsteil der oberschwäbischen Gemeinde Eppishausen. Er liegt etwa einen Kilometer südlich von Könghausen und etwa vier Kilometer östlich des Hauptortes Eppishausen und ist über die die Kreisstraße MN 3 mit dem Hauptort verbunden. Durch den Weiler verläuft die Kreisstraße MN 23. Im Osten wird der Ort durch die Zusam und den Spitalwald begrenzt, südlich durch den Zenkenwald. Südlich von Klenkerhof endet der Landkreis Unterallgäu und beginnt der Landkreis Augsburg. Der Westen und Norden wird überwiegend landwirtschaftlich genutzt. 
Erstmals erwähnt wurde der Ort 1623 mit einem Glinkbauer, nach dem das Gehöft benannt worden war. Bereits 1490 gelangte es in den Besitz der Herrschaft Kirchheim. Mit dem Reichsdeputationshauptschluss kam das Gehöft zur Gemeinde Könghausen, mit der es 1972 in Eppishausen eingemeindet wurde.